# 異世奇人 (系列12)
本系列为英國科幻電視劇《異世奇人》（英語：Doctor Who）2005年重啟以來的第12個常規系列，也是整個劇集的第38季，是克里斯·奇布諾爾作為節目主理人的第2個常規系列。克里斯·奇布諾爾和馬特·史蒂文斯（Matt Strevens）擔當執行製片人。本系列於2018年11月開始製作，2019年1月開機拍攝，同年11月殺青，預定於2020年元旦開播。
本系列在劇情上承接2019年元旦播出的新年特輯《新年決心》，朱迪·惠特克繼續饰演第十三任博士，一位通過塔迪斯穿越时空的外星人，是她主演博士的第2個常規系列。布拉德利·沃爾什、托辛·科爾和曼迪·吉爾繼續飾演博士的同伴格雷姆·奧布萊恩、瑞恩·辛克萊和婭斯敏·坎。
共有10集的的常規系列由傑米·馬格努斯·斯通、李·海文·鐘斯（Lee Haven Jones）、奈達·曼祖爾（Nida Manzoor）和艾瑪·沙利文（Emma Sullivan）執導，克里斯·奇布諾爾為其中4集編劇，艾德·希姆（Ed Hime）、皮特·麥克蒂格和維奈·帕特爾回歸為本系列執筆劇本，新編劇尼娜·梅蒂維爾（Nina Métivier）、瑪克辛·奧爾德頓（Maxine Alderton）和夏琳·詹姆斯加入創作團隊。在常規劇集全部播出之後，於2021年元旦播出新年特輯《戴立克起義》。

## 演員與角色
| 朱迪·惠特克     | Jodie Whittaker | 第十三任博士    | The Doctor     | 是 | 是 | 是 |
| 布拉德利·沃爾什 | Bradley Walsh   | 格雷姆·奧布萊恩 | Graham O'Brien | 是 | 是 | 是 |
| 托辛·科爾       | Tosin Cole      | 瑞恩·辛克萊     | Ryan Sinclair  | 是 | 是 | 是 |
| 曼迪·吉爾       | Mandip Gill     | 婭斯敏·坎       | Yasmin Khan    | 是 | 是 | 是 |

## 劇集
自系列10之後，本系列將再次包括由多個連續兩集組成的整個故事。
| 故事 | 集數 | 標題         | 譯名                    | 導演               | 編劇                           | 首播日期      | 英國收視 (百萬) | 指數 |
| ---- | ---- | ------------ | ----------------------- | ------------------ | ------------------------------ | ------------- | --------------- | ---- |
| 288  | 12   |              | 智破諜降城              | 傑米·馬格努斯·斯通 | 克里斯·奇布諾爾                | 2020年1月1日  | 6.89            | 82   |
| 288  | 12   | 李·海文·鐘斯 | 智破諜降城              | 克里斯·奇布諾爾    | 2020年1月5日                   | 6.07          | 82              |      |
| 289  | 3    |              | 孤星55號                | 李·海文·鐘斯       | 艾德·希姆                      | 2020年1月12日 | 5.38            | 77   |
| 290  | 4    |              | 尼古拉·特斯拉的驚悚之夜 | 奈達·曼祖爾        | 尼娜·梅蒂維爾                  | 2020年1月19日 | 5.20            | 79   |
| 291  | 5    |              | 朱盾逃亡者              | 奈達·曼祖爾        | 維奈·帕特爾和克里斯·奇布諾爾   | 2020年1月26日 | 5.57            | 83   |
| 292  | 6    |              | 普拉瑟斯                | 傑米·馬格努斯·斯通 | 皮特·麥克蒂格和克里斯·奇布諾爾 | 2020年2月2日  | 5.22            | 78   |
| 293  | 7    |              | 聽得見我的聲音嗎？      | 艾瑪·沙利文        | 夏琳·詹姆斯和克里斯·奇布諾爾   | 2020年2月9日  | 4.90            | 78   |
| 294  | 8    |              | 鬧鬼的迪奧達蒂別墅      | 艾瑪·沙利文        | 瑪克辛·奧爾德頓                | 2020年2月16日 | 5.07            | 80   |
| 295a | 9    |              | 生化人的崛起            | 傑米·馬格努斯·斯通 | 克里斯·奇布諾爾                | 2020年2月23日 | 4.99            | 81   |
| 295b | 10   |              | 跨時代的孩子們          | 傑米·馬格努斯·斯通 | 克里斯·奇布諾爾                | 2020年3月1日  | 4.69            | 82   |
| 296  | ‡    |              | 戴立克起義              | 李·海文·鐘斯       | 克里斯·奇布諾爾                | 2021年1月1日  | 6.35            | 79   |

## 選角
系列12是朱迪·惠特克饰演第十三任博士的第2個常規系列。布拉德利·沃爾什、托辛·科爾和曼迪·吉爾繼續飾演博士的同伴格雷姆·奧布萊恩、瑞恩·辛克萊和婭斯敏·坎。莫莉·哈里斯（Molly Harris）將出演名為Suki Cheng的角色。尼爾·斯圖克在本季出演朱盾僱傭警察。喬·馬丁出演的角色名為露絲·克萊頓（Ruth Clayton）。安佳麗·莫辛德拉出演斯基瑟拉女王（Queen Skithra）。朱麗婭·福斯特出演瑪西亞（Marcia）。奧羅拉·馬里昂（Aurora Marion）出演二戰時期的英國間諜努爾·艾娜雅特·汗。詹姆斯·伯克利出演的角色名為內維（Nevi）。馬克西姆·鮑德里將參演故事時間設定在過去的其中一集。瑪麗·雪萊將在本季出現，飾演者未定。雅各布·科林斯-列維將出演本季的其中一集。多米尼克·馬赫（Dominique Maher）和達倫·邁耶（Darron Meyer）將出演本季。連尼·亨利爵士和史蒂芬·佛萊亦將參與演出。羅伯特·格蘭尼斯特和果倫·維奇客串出演本系列，分別出演湯瑪斯·愛迪生和尼古拉·特斯拉。

## 製作

### 編劇與開發
2015年4月，史蒂芬·莫法特確認《異世奇人》至少還會播出5年，直到2020年。2017年6月，英國廣播公司與中國上海广播电视台達成協議，後者享有中國市場版權優先購買權，包括2005年重啟以來直到系列15的劇集。
莫法特在完成系列10之後離開，克里斯·奇布諾爾在本系列繼續擔當劇集主理人，同時擔任執行製片人的還有馬特·史蒂文斯（Matt Strevens）。本系列在劇情上承接2019年元旦播出的新年特輯《新年決心》。系列11第9集《它會帶你走》編劇艾德·希姆（Ed Hime）將撰寫系列12其中一集的劇本。系列11第6集《旁遮普的惡魔》編劇維奈·帕特爾同樣將撰寫系列12其中一集的劇本。此外，新加入的編劇維多利亞·阿薩爾-阿切爾（Victoria Asare-Archer）、普拉薩納·普瓦納拉賈（Prasanna Puwanarajah）以及尼娜·梅蒂維爾（Nina Métivier）將參與撰寫本系列劇本。
2019年11月，《異世奇人》雜誌揭曉系列12的主筆編劇，包括維奈·帕特爾、皮特·麥克蒂格、瑪克辛·奧爾德頓（Maxine Alderton）、夏琳·詹姆斯、艾德·希姆、尼娜·梅蒂維爾和克里斯·奇布諾爾。賽博人將出現於本系列中。克里斯·奇布諾爾表示本系列中將包括多個由連續兩集組成的整個故事。

### 拍攝
2018年11月，有消息稱服裝設計師雷·霍爾曼將參與本系列的前期製作。11月17日，英國廣播公司確認朱迪·惠特克主演的《異世奇人》第2個常規系列開始製作。曾執導過2013年特輯中附加迷你集《最後一日》的傑米·馬格努斯·斯通將執導本系列其中一個製作區塊，包括第1集和第5集。李·海文·鐘斯（Lee Haven Jones）執導第二個製作區塊，包括第2集和第3集。奈達·曼祖爾（Nida Manzoor）執導第三個區塊。艾瑪·沙利文（Emma Sullivan）執導第四個區塊。傑米·馬格努斯·斯通還將執導第五個區塊，包括第9集和第10集。
本系列於2019年1月23日開機拍攝。首個拍攝地點位於南非開普敦。2月7日，南非拍攝結束，期間還在西開普省多處取景。2月10日至11日，劇組在威爾斯首府加的夫拍攝。2月18日至19日，劇組在威爾斯斯旺西拍攝。3月11日，劇組回到加的夫中央警察局取景，這裡在劇中被裝飾為謝菲爾德的警局。5月30日，回到加的夫灣拍攝。此外，劇組還在英格蘭格洛斯特和西班牙特內里費島拍攝。3月19日至20日，劇組在加的夫大學的格拉摩根大廈附近街道拍攝，這裡被佈景為納粹佔領下的巴黎。6月28日至7月1日，劇組在威爾斯布里真德市的Merthyr Mawr拍攝。7月23日至8月5日，劇組在加的夫的Butetown拍攝。8月20日，劇組在南威爾斯的Nash Point海岬拍攝。2月至10月期間，劇組陸續在威爾斯首府加的夫拍攝。本系列拍攝於2019年11月19日殺青。
節日特輯《戴立克起義》由李·海文·鐘斯執導。2020年4月，克里斯·奇布諾爾表示受2019冠狀病毒病疫情影響，該特輯正在進行後期遠程製作。
具體拍攝順序如下：
| 製作區塊 | 標題名                      | 導演               | 編劇                           | 製作人        | 資料來源                    |
| -------- | --------------------------- | ------------------ | ------------------------------ | ------------- | --------------------------- |
| 1        | 《諜降（上）》              | 傑米·馬格努斯·斯通 | 克里斯·奇布諾爾                | 尼基·威尔逊   | [ 5 ] [ 9 ] [ 31 ]          |
| 1        | 《普拉瑟斯》                | 傑米·馬格努斯·斯通 | 皮特·麥克蒂格和克里斯·奇布諾爾 | 尼基·威尔逊   | [ 5 ] [ 9 ] [ 31 ]          |
| 2        | 《諜降（下）》              | 李·海文·鐘斯       | 克里斯·奇布諾爾                | 艾力克斯·默瑟 | [ 37 ] [ 57 ] [ 58 ]        |
| 2        | 《孤星55號》                | 李·海文·鐘斯       | 艾德·希姆                      | 艾力克斯·默瑟 | [ 37 ] [ 57 ] [ 58 ]        |
| 3        | 《尼古拉·特斯拉的驚悚之夜》 | 奈達·曼祖爾        | 尼娜·梅蒂維爾                  | 尼基·威尔逊   | [ 12 ] [ 35 ] [ 53 ]        |
| 3        | 《朱盾逃亡者》              | 奈達·曼祖爾        | 維奈·帕特爾和克里斯·奇布諾爾   | 尼基·威尔逊   | [ 12 ] [ 35 ] [ 53 ]        |
| 4        | 《聽得見我的聲音嗎？》      | 艾瑪·沙利文        | 夏琳·詹姆斯和克里斯·奇布諾爾   | 艾力克斯·默瑟 | [ 36 ] [ 37 ]               |
| 4        | 《鬧鬼的迪奧達蒂別墅》      | 艾瑪·沙利文        | 瑪克辛·奧爾德頓                | 艾力克斯·默瑟 | [ 36 ] [ 37 ]               |
| 5        | 《生化人的崛起》            | 傑米·馬格努斯·斯通 | 克里斯·奇布諾爾                | 尼基·威尔逊   | [ 31 ] [ 37 ]               |
| 5        | 《跨時代的孩子們》          | 傑米·馬格努斯·斯通 | 克里斯·奇布諾爾                | 尼基·威尔逊   | [ 31 ] [ 37 ]               |
| X        | 《戴立克起義》              | 李·海文·鐘斯       | 克里斯·奇布諾爾                | 艾力克斯·默瑟 | [ 54 ] [ 55 ] [ 59 ] [ 60 ] |

### 設計與特效
製作團隊改造了塔迪斯的內部結構，包括門、樓梯以及中央控制台等，改進方案主要由達菲德·舒默（Dafydd Shurmer）設計完成。系列11中的劇集沒有冷開場，直接伴隨著主題曲出現片頭，主理人克里斯·奇布諾爾表示系列12中會有數集出現冷開場。

### 音樂
賽貢·阿基諾拉回歸為系列12作曲。

## 迴響

### 收視
| 序 | 標題                    | 播出日期      | 當日收視率    | 當日收視率 | DVR收視率     | DVR收視率 | 總收視 （百萬） | 28日 收視 | 欣賞 指數 | 來源                |
| 序 | 標題                    | 播出日期      | 收視 （百萬） | 排名       | 收視 （百萬） | 排名      | 總收視 （百萬） | 28日 收視 | 欣賞 指數 | 來源                |
| -- | ----------------------- | ------------- | ------------- | ---------- | ------------- | --------- | --------------- | --------- | --------- | ------------------- |
| 1  | 諜降（上）              | 2020年1月1日  | 4.88          | 2          | 2.01          | 8         | 6.887           | 7.396     | 82        | [ 4 ] [ 66 ] [ 67 ] |
| 2  | 諜降（下）              | 2020年1月5日  | 4.60          | 5          | 1.47          | 16        | 6.074           | 6.694     | 82        | [ 4 ] [ 66 ] [ 68 ] |
| 3  | 孤星55號                | 2020年1月12日 | 4.19          | 5          | 1.19          | 25        | 5.376           | 5.889     | 77        | [ 4 ] [ 66 ] [ 69 ] |
| 4  | 尼古拉·特斯拉的驚悚之夜 | 2020年1月19日 | 4.04          | 6          | 1.16          | 28        | 5.201           | 5.795     | 79        | [ 4 ] [ 66 ] [ 70 ] |
| 5  | 朱盾逃亡者              | 2020年1月26日 | 4.21          | 6          | 1.36          | 23        | 5.573           | 6.114     | 83        | [ 4 ] [ 66 ] [ 71 ] |
| 6  | 普拉瑟斯                | 2020年2月2日  | 3.97          | 4          | 1.25          | 28        | 5.223           | 5.677     | 78        | [ 4 ] [ 66 ] [ 72 ] |
| 7  | 聽得見我的聲音嗎？      | 2020年2月9日  | 3.81          | 7          | 1.09          | 35        | 4.895           | 5.412     | 78        | [ 4 ] [ 73 ] [ 74 ] |
| 8  | 鬧鬼的迪奧達蒂別墅      | 2020年2月16日 | 3.86          | 7          | 1.21          | 31        | 5.073           | 5.565     | 80        | [ 4 ] [ 66 ] [ 75 ] |
| 9  | 生化人的崛起            | 2020年2月23日 | 3.71          | 8          | 1.28          | 25        | 4.987           | 5.551     | 81        | [ 4 ] [ 66 ] [ 76 ] |
| 10 | 跨時代的孩子們          | 2020年3月1日  | 3.78          | 7          | 0.91          | 30        | 4.694           | 5.173     | 82        | [ 4 ] [ 66 ] [ 77 ] |

### 評價
| 系列12（2020年）：烂番茄追踪到的所有评论家的评论中，正面评论占比 |                                                                                  |
|                                                                  | 由于技术原因，此旧版图表已停用，並須迁移至新版图表。造成您的不便，我們深表歉意。 |

## 宣傳與發行

### 電視播出
系列12原定於2019年下半年開播。英國廣播公司在系列11播出完結之後宣佈系列12的首播日期調整到2020年初。在常規劇集全部播出之後，會播出一部特輯。2019年12月2日，BBC宣佈本系列於2020年元旦首播。與系列11類似，本系列依舊定於週日播出。自2005年以來，在系列11之前的整個復活系列常規劇集均於週六播出。本系列的第一個故事《諜降》包含兩集，於2020年1月5日在美國部分影院上映。特輯《戴立克起義》於2021年1月1日播出。

### 市場營銷
2019年11月21日，BBC公佈前導宣傳海報。11月23日，BBC發佈第一支官方預告片，同時紀念劇集開播56週年。12月2日，BBC發佈第二支官方預告片，同時宣佈本系列的首播日期。

### 影碟發行

#### 單行版
| 系列 | 標題                   | 劇集數及長度                     | 區域2／B區發行日期              | 區域4／B區發行日期             | 區域1／A區發行日期             |
| ---- | ---------------------- | -------------------------------- | ------------------------------- | ------------------------------ | ------------------------------ |
| 12   | 《異世奇人》系列12全集 | 7 × 50分鐘 3 × 60分鐘 1 × 65分鐘 | 2020年5月4日 （DVD、藍光光碟）  | 2020年6月3日 （DVD、藍光光碟） | 2020年6月9日 （DVD、藍光光碟） |
| 12   | 特輯《戴立克起義》     | 1 × 70分鐘                       | 2021年1月25日 （DVD、藍光光碟） | 待公布                         | 2021年3月2日 （DVD、藍光光碟） |

## 備註
1. 1 2  當年的新年特輯。
2. ↑  系列12中，第九集標題中的「賽博人」在myVideo網站被譯為「生化人」。
3. ↑  第1集《諜降（上）》7日總收視人數：電視端為669.9萬，電腦端為10.1萬，平板端為4.9萬，智慧型手機端為3.7萬。
4. ↑  第1集《諜降（上）》28日總收視人數：電視端為716.1萬，電腦端為12.4萬，平板端為6.1萬，智慧型手機端為4.9萬。
5. ↑  第2集《諜降（下）》7日總收視人數：電視端為590.9萬，電腦端為8.5萬，平板端為4.5萬，智慧型手機端為3.4萬。
6. ↑  第2集《諜降（下）》7日總收視人數：電視端為648.0萬，電腦端為10.8萬，平板端為5.8萬，智慧型手機端為4.7萬。
7. ↑  第3集《孤星55號》7日總收視人數：電視端為524.6萬，電腦端為6.4萬，平板端為3.7萬，智慧型手機端為2.9萬。
8. ↑  第3集《孤星55號》28日總收視人數：電視端為570.6萬，電腦端為9.0萬，平板端為5.0萬，智慧型手機端為4.3萬。
9. ↑  第4集《尼古拉·特斯拉的驚悚之夜》7日總收視人數：電視端為507.1萬，電腦端為6.3萬，平板端為3.7萬，智慧型手機端為3.0萬。
10. ↑  第4集《尼古拉·特斯拉的驚悚之夜》28日總收視人數：電視端為561.9萬，電腦端為8.4萬，平板端為4.9萬，智慧型手機端為4.3萬。
11. ↑  第5集《朱盾逃亡者》7日總收視人數：電視端為541.9萬，電腦端為7.3萬，平板端為4.3萬，智慧型手機端為3.7萬。
12. ↑  第5集《朱盾逃亡者》28日總收視人數：電視端為592.1萬，電腦端為9.1萬，平板端為5.4萬，智慧型手機端為4.9萬。
13. ↑  第6集《普拉瑟斯》7日總收視人數：電視端為509.2萬，電腦端為6.3萬，平板端為3.8萬，智慧型手機端為3.0萬。
14. ↑  第6集《普拉瑟斯》28日總收視人數：電視端為550.9萬，電腦端為8.0萬，平板端為4.7萬，智慧型手機端為4.0萬。
15. ↑  第7集《聽得見我的聲音嗎？》7日總收視人數：電視端為477.1萬，電腦端為5.8萬，平板端為3.5萬，智慧型手機端為2.9萬。
16. ↑  第7集《聽得見我的聲音嗎？》28日總收視人數：電視端為525.0萬，電腦端為7.6萬，平板端為4.6萬，智慧型手機端為4.0萬。
17. ↑  第8集《鬧鬼的迪奧達蒂別墅》7日總收視人數：電視端為494.5萬，電腦端為6.1萬，平板端為3.6萬，智慧型手機端為3.1萬。
18. ↑  第8集《鬧鬼的迪奧達蒂別墅》28日總收視人數：電視端為539.8萬，電腦端為7.9萬，平板端為4.6萬，智慧型手機端為4.1萬。
19. ↑  第9集《生化人的崛起》7日總收視人數：電視端為484.7萬，電腦端為6.8萬，平板端為3.8萬，智慧型手機端為3.3萬。
20. ↑  第9集《生化人的崛起》28日總收視人數：電視端為537.4萬，電腦端為8.5萬，平板端為4.8萬，智慧型手機端為4.4萬。
21. ↑  第10集《跨時代的孩子們》7日總收視人數：電視端為455.0萬，電腦端為7.0萬，平板端為3.9萬，智慧型手機端為3.4萬。
22. ↑  第10集《跨時代的孩子們》28日總收視人數：電視端為499.9萬，電腦端為8.3萬，平板端為4.7萬，智慧型手機端為4.3萬。

## 資料來源
1. 1 2  Fullerton, Huw. . 廣播時報. 2019-11-30  [2019-11-30]. （原始内容存档于2019-12-12） （英国英语）.
2. ↑  . myVideo.   [2020-10-19]. （原始内容存档于2021-12-03） （中文（臺灣））.
3. 1 2  Jeffrey, Morgan. . DigitalSpy. 2018-12-31  [2019-07-05]. （原始内容存档于2018-12-31） （英国英语）.
4. 1 2 3 4 5 6 7 8 9 10 11 12  . Doctor Who News.   [2019-06-18]. （原始内容存档于2015-10-18） （英国英语）.
5. 1 2 3 4 5  Royce, Jordan. . Starburst Magazine. Starburst Publishing Limited. 2018-11-17  [2018-12-11]. （原始内容存档于2018-12-08） （英国英语）.
6. ↑  Jeffrey, Morgan. . DigitalSpy. 2018-12-07  [2018-12-11]. （原始内容存档于2018-12-09） （英国英语）.
7. ↑  . BBC. 2018-12-09  [2018-12-11]. （原始内容存档于2018-12-11） （英国英语）.
8. ↑  Fullerton, Huw. . 廣播時報. 2018-12-09  [2018-12-11]. （原始内容存档于2018-12-10） （英国英语）.
9. 1 2 3  Laford, Andrea. . Cultbox. 2019-03-20  [2019-03-22]. （原始内容存档于2019-07-18） （英国英语）.
10. ↑  . DWTV. 2019-05-21  [2019-05-21]. （原始内容存档于2019-06-19） （英国英语）.
11. ↑  . BBC News.   [2019-06-14]. （原始内容存档于2019-05-24） （英国英语）.
12. 1 2 3  Laford, Andrea. . cultbox. 2019-06-10  [2019-06-13]. （原始内容存档于2019-06-19） （英国英语）.
13. 1 2 3  Laford, Andrea. . cultbox. 2019-06-19  [2019-07-03]. （原始内容存档于2019-06-19） （英国英语）.
14. ↑  Laford, Andrea. . cultbox. 2019-06-20  [2019-07-03]. （原始内容存档于2019-06-20） （英国英语）.
15. ↑  . CultBox. 2019-06-27  [2019-06-27]. （原始内容存档于2019-06-27） （英国英语）.
16. 1 2  . CultBox. 2019-07-03  [2019-07-05]. （原始内容存档于2019-07-03） （英国英语）.
17. ↑  Methven, Nicola. . mirror. 2019-07-12  [2019-08-30]. （原始内容存档于2019-07-13） （英国英语）.
18. ↑  . independenttalent.   [2019-08-30]. （原始内容存档于2019-05-06） （英国英语）.
19. ↑  . CultBox. 2019-09-13  [2019-11-21]. （原始内容存档于2019-11-05） （英国英语）.
20. ↑  . BBC. 2019-11-20  [2019-11-21]. （原始内容存档于2019-11-21） （英国英语）.
21. ↑  . BBC. 2019-11-22  [2019-11-29]. （原始内容存档于2019-12-02） （英国英语）.
22. ↑  . BBC. 2015-04-07  [2015-04-08]. （原始内容存档于2018-07-21） （英国英语）.
23. ↑  . 廣播時報. 2017-06-03  [2017-06-19]. （原始内容存档于2017-06-08） （英国英语）.
24. ↑  . BBC News.   [2017-06-19]. （原始内容存档于2017-05-28） （英国英语）.
25. ↑  . 2017-05-25  [2018-12-11]. （原始内容存档于2018-11-19） （中文（中国大陆））.
26. ↑  Nolan, Peter. . Blogtor Who. 2019-01-24  [2019-11-22]. （原始内容存档于2019-12-03） （英国英语）.
27. ↑  Dee, Christel. . Doctor Who TV. 2018-11-14  [2018-12-11]. （原始内容存档于2018-11-15） （英国英语）.
28. ↑  . United Agents.   [2018-12-11]. （原始内容存档于2018-12-10） （英国英语）.
29. 1 2  Laford, Andrea. . Cultbox. 2019-02-01  [2019-03-22]. （原始内容存档于2019-03-22） （英国英语）.
30. ↑  .   [2019-08-30]. （原始内容存档于2019-08-05） （英国英语）.
31. 1 2 3  . CultBox. 2019-11-13  [2019-11-13]. （原始内容存档于2019-11-13） （英国英语）.
32. 1 2  Mirko Parlevliet, Mirko. . vitalthrills.com. 2019-11-23  [2019-11-23]. （原始内容存档于2019-11-27） （英国英语）.
33. ↑  Christian, Bone. . WeGotThisCovered.com. 2018-11-12  [2018-12-11]. （原始内容存档于2018-11-18） （英国英语）.
34. ↑  . Darryl Hammer. 2017-08-09  [2019-02-14]. （原始内容存档于2018-08-18） （美国英语）.
35. 1 2  Laford, Andrea. . Cultbox. 2019-11-22  [2019-11-27]. （原始内容存档于2019-11-27） （英国英语）.
36. 1 2  . Gems Agency.   [2019-11-01]. （原始内容存档于2019-11-01） （英国英语）.
37. 1 2 3 4  . CultBox. 2019-05-20  [2019-06-14]. （原始内容存档于2019-05-28） （英国英语）.
38. ↑  Harp, Justin. . Digital Spy. 2019-01-24  [2019-01-24]. （原始内容存档于2019-01-24） （美国英语）.
39. ↑  24 January 2019. . RadioTimes. 2019-01-24  [2019-03-22]. （原始内容存档于2019-03-22） （英国英语）.
40. ↑  . CultBox. 2019-01-20  [2019-03-22]. （原始内容存档于2019-03-22） （英国英语）.
41. ↑  . CultBox. 2019-02-07  [2019-03-22]. （原始内容存档于2019-03-22） （英国英语）.
42. ↑  . CultBox. 2019-02-12  [2019-03-22]. （原始内容存档于2019-03-22） （英国英语）.
43. ↑  . CultBox. 2019-02-19  [2019-03-22]. （原始内容存档于2019-03-22） （英国英语）.
44. ↑  . CultBox. 2019-03-11  [2019-03-22]. （原始内容存档于2019-03-22） （英国英语）.
45. ↑  . CultBox. 2019-05-30  [2019-05-30]. （原始内容存档于2019-05-31） （英国英语）.
46. ↑  . BBC. 2019-05-21  [2019-05-21]. （原始内容存档于2019-05-21） （英国英语）.
47. ↑  . CultBox. 2019-04-06  [2019-04-12]. （原始内容存档于2019-04-08） （英国英语）.
48. ↑  . CultBox. 2019-07-23  [2019-08-30]. （原始内容存档于2019-07-23） （英国英语）.
49. ↑  . CultBox. 2019-08-06  [2019-08-30]. （原始内容存档于2019-08-06） （英国英语）.
50. ↑  . CultBox. 2019-08-21  [2019-08-30]. （原始内容存档于2019-08-21） （英国英语）.
51. ↑  . CultBox. 2019-10-11  [2019-10-29]. （原始内容存档于2019-10-12） （英国英语）.
52. ↑  . CultBox. 2019-10-23  [2019-10-29]. （原始内容存档于2019-10-23） （英国英语）.
53. 1 2  Laford, Andrea. . Cultbox. 2019-11-19  [2019-11-29]. （原始内容存档于2019-12-22） （英国英语）.
54. 1 2  . CultBox. 2019-10-09  [2019-10-19]. （原始内容存档于2019-10-12） （英国英语）.
55. 1 2 3  Fullerton, Huw. . RadioTimes. 2019-11-22  [2019-11-22]. （原始内容存档于2019-12-22） （英国英语）.
56. ↑  Cremona, Patrick. . RadioTimes. 2020-04-30  [2020-05-01]. （原始内容存档于2020-05-02） （英国英语）.
57. ↑  Laford, Andrea. . Cultbox. 2019-05-30  [2019-06-06]. （原始内容存档于2019-05-31） （英国英语）.
58. 1 2 3 4  . BBC. 2019-12-02  [2019-12-02]. （原始内容存档于2019-12-09） （英国英语）.
59. ↑  Fullerton, Huw. . Radio Times. 2020-03-01  [2020-03-01]. （原始内容存档于2020-03-01） （英国英语）.
60. ↑  Lanford, Andrea. . CultBox. 2020-03-20  [2020-03-20]. （原始内容存档于2020-06-21） （英国英语）.
61. ↑  . CultBox. 2019-12-15  [2019-12-18]. （原始内容存档于2019-12-18） （英国英语）.
62. ↑  . Radio Times.   [2019-12-18]. （原始内容存档于2019-12-18） （英国英语）.
63. ↑  . Radio Times.   [2019-12-18]. （原始内容存档于2019-12-18） （英国英语）.
64. ↑  . www.segunakinola.com.   [2019-12-18]. （原始内容存档于2019-12-18） （英国英语）.
65. ↑  Nolan, Peter. . 2019-05-09  [2019-12-18]. （原始内容存档于2019-12-18） （英国英语）.
66. 1 2 3 4 5 6 7 8 9  . Broadcasters' Audience Research Board.   [2018-10-28]. （原始内容存档于2019-02-02）.
67. ↑  Marcus. . Doctor Who News. 2020-01-02  [2020-01-02]. （原始内容存档于2020-01-05） （英国英语）.
68. ↑  Marcus. . Doctor Who News. 2020-01-06  [2020-01-06]. （原始内容存档于2020-01-13） （英国英语）.
69. ↑  Marcus. . Doctor Who News. 2020-01-13  [2020-01-13]. （原始内容存档于2020-01-13） （英国英语）.
70. ↑  Marcus. . Doctor Who News. 2020-01-20  [2020-01-20]. （原始内容存档于2020-01-23） （英国英语）.
71. ↑  Marcus. . Doctor Who News. 2020-01-27  [2020-01-27]. （原始内容存档于2020-01-27） （英国英语）.
72. ↑  Marcus. . Doctor Who News. 2020-02-03  [2020-02-03]. （原始内容存档于2020-02-03） （英国英语）.
73. ↑  Marcus. . Doctor Who News. 2020-02-17  [2020-02-17]. （原始内容存档于2020-02-18） （英国英语）.
74. ↑  Marcus. . Doctor Who News. 2020-02-10  [2020-02-10]. （原始内容存档于2020-02-14） （英国英语）.
75. ↑  Marcus. . Doctor Who News. 2020-02-17  [2020-02-17]. （原始内容存档于2020-02-17） （英国英语）.
76. ↑  Marcus. . Doctor Who News. 2020-02-24  [2020-02-24]. （原始内容存档于2020-02-24） （英国英语）.
77. ↑  Marcus. . Doctor Who News. 2020-03-02  [2020-03-02]. （原始内容存档于2020-03-02） （英国英语）.
78. ↑  . Rotten Tomatoes.   [2020-01-14]. （原始内容存档于2020-11-18） （英国英语）.
79. ↑  . The Press (York). 2018-12-09  [2018-12-11]. （原始内容存档于2018-12-10） （英国英语）.
80. ↑  Joest, Mick. . CinemaBlend. 2019-12-02  [2019-12-02]. （原始内容存档于2019-12-03） （英国英语）.
81. ↑  Jeffery, Morgan. . RadioTimes. 2020-11-29  [2020-11-29]. （原始内容存档于2020-11-29） （英国英语）.
82. ↑  . Facebook. 2019-11-21  [2019-11-22]. （原始内容存档于2019-12-22） （英国英语）.
83. ↑  Jeffery, Morgan. . RadioTimes. 2019-11-22  [2019-11-23]. （原始内容存档于2019-12-22） （英国英语）.
84. ↑  .   [2019-12-18]. （原始内容存档于2020-07-22） –Amazon （英国英语）.
85. ↑  . Sanity.   [2020-02-06]. （原始内容存档于2020-02-06） （美国英语）.
86. ↑  .   [2020-02-06]. （原始内容存档于2020-02-06） –BBC （美国英语）.
87. ↑  .   [2020-09-11]. （原始内容存档于2020-11-13） –Amazon （英国英语）.
88. ↑  .   [2020-12-28] –Amazon （美国英语）.

## 外部連結
- 官方网站
- 《《異世奇人》》各集列表 来自互联网电影数据库
- 豆瓣电影上《異世奇人（系列12）》的資料 （简体中文）